# كافانغنولو
كافانغنولو هي كومونا (بلدية) في مدينة تورينو الحضرية بمنطقة بيدمونت الإيطالية ، تبعد حوالي 30 كيلومتر (19 ميل) شمال شرق تورينو .
تقع كافانغنولو على حدود البلديات التالية: بروساسكو و مونتو دا بو و لوريانو و مورانسينغو وتونينجو .

## جغرافية
تقع كومونا كافانغنولو في شمال مونتفيرات . أراضيها في الغالب جبيليه.

## معالم السياحية
تم تأسيس دير سانتا فيدي من قبل الرهبان البينديكتين من Sainte-Foy-de-Conque (Alvernia-France) نحو نصف القرن الثاني عشر. إلى جانب أنقاض القلعة ، تشمل المعالم السياحية الأخرى كنيسة القديس الثاني للمقبرة ، وكنيسة الرعية القديمة ، ومبنى البلدية وفيلا مارتيني ، التي تقع على تلال كافانغنولو.